# 올림바

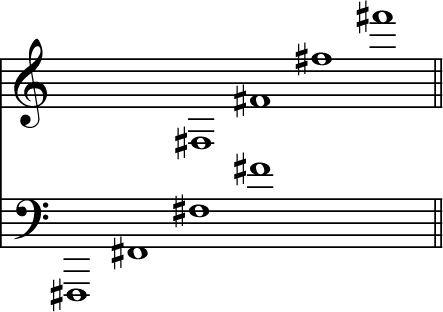
올림바 음표

올림바(F♯ 또는 F-sharp, 프랑스어 fa dièse, fi)는 계이름의 7번째 반음이다.
바보다 반음 높고, 사보다 온음 낮은 음이다. 따라서 12 평균율에서는 G-플랫인 내림 사조와 같은 음인 딴이름한소리이다. 그러나 4분쉼표 중음과 같은 다른 음률에서는 내림 사조와 같지 않다. 내림 사조는 내림 나음보다 장3도 낮고, 올림바는 라보다 장3도 높다(가보다 단3도 낮다).
가온다 위 가음을 440 Hz로 기준으로 하는 평균율에서 계산했을 때, 가온다 위의 올림바(F♯4)의 진동수는 약 369.994Hz이다. 진동수의 역사적 변화에 대한 논의는 피치 문서를 참고할 것.

## 옥타브별 지정
| 과학적 지정 | 헬름홀츠 지정           | 옥타브 이름  | 진동수 (Hz) | MIDI 음 번호 |
| ----------- | ----------------------- | ------------ | ----------- | ------------ |
| F♯−1        | F♯͵͵͵ or ͵͵͵F♯ or FFFF♯ | Subsubcontra | 11.562      | 6            |
| F♯0         | F♯͵͵ or ͵͵F♯ or FFF♯    | Subcontra    | 23.125      | 18           |
| F♯1         | F♯͵ or ͵F♯ or FF♯       | Contra       | 46.249      | 30           |
| F♯2         | F♯                      | Great        | 92.499      | 42           |
| F♯3         | f♯                      | Small        | 184.997     | 54           |
| F♯4         | f♯′                     | One-lined    | 369.994     | 66           |
| F♯5         | f♯′                     | Two-lined    | 739.989     | 78           |
| F♯6         | f♯′                     | Three-lined  | 1479.978    | 90           |
| F♯7         | f♯′                     | Four-lined   | 2959.955    | 102          |
| F♯8         | f♯′                     | Five-lined   | 5919.911    | 114          |
| F♯9         | f♯′                     | Six-lined    | 11839.822   | 126          |
| F♯10        | f♯′                     | Seven-lined  | 23679.643   | N/A          |

## 음계

### 올림바에서 시작하는 일반적인 음계
- 올림바장조: F♯ G♯ A♯ B C♯ D♯ E♯ F♯
- 올림바자연단음계: F♯ G♯ A B C♯ D E F♯
- 올림바 화성 단음계: F♯ G♯ A B C♯ D E♯ F♯
- 올림바 선율 단음계 상행: F♯ G♯ A B C♯ D♯ E♯ F♯
- 올림바 선율 단음계 하행: F♯ E D C♯ B A G♯ F♯

### 온음음계
- F♯ 이오니아: F♯ G♯ A♯ B C♯ D♯ E♯ F♯
- F♯ 도리아: F♯ G♯ A B C♯ D♯ E F♯
- F♯ 프리지아: F♯ G A B C♯ D E F♯
- F♯ 리디아: F♯ G♯ A♯ B♯ C♯ D♯ E♯ F♯
- F♯ 믹솔리디아: F♯ G♯ A♯ B C♯ D♯ E F♯
- F♯ 에올리아: F♯ G♯ A B C♯ D E F♯
- F♯ 로크리아: F♯ G A B C D E F♯

### 재즈 선율 단음계
- F♯ 상행 선율 단음계: F♯ G♯ A B C♯ D♯ E♯ F♯
- F♯ 도리아 ♭2: F♯ G A B C♯ D♯ E F♯
- F♯ 리디아 증: F♯ G♯ A♯ B♯ C D♯ E♯ F♯
- F♯ 리디아 딸림: F♯ G♯ A♯ B♯ C♯ D♯ E F♯
- F♯ 믹솔리디아 ♭6: F♯ G♯ A♯ B C♯ D E F♯
- F♯ 로크리아 ♮2: F♯ G♯ A B C D E F♯
- F♯ 변형: F♯ G A B♭ C D E F♯

## 같이 보기
- 피아노 건반 주파수
- 올림바장조
- 올림바단조